# Adrián Castrejón Viejo
Adrián Castrejón Viejo är en ort i Mexiko.   Den ligger i kommunen Jesús Carranza och delstaten Veracruz, i den sydöstra delen av landet, 500 km öster om huvudstaden Mexico City. Adrián Castrejón Viejo ligger 34 meter över havet och antalet invånare är 114.
Terrängen runt Adrián Castrejón Viejo är platt, och sluttar österut. Runt Adrián Castrejón Viejo är det glesbefolkat, med 10 invånare per kvadratkilometer. Närmaste större samhälle är Jesús Carranza, 19,3 km sydväst om Adrián Castrejón Viejo. Omgivningarna runt Adrián Castrejón Viejo är en mosaik av jordbruksmark och naturlig växtlighet.